# Conus darmitor
Conus darmitor é uma espécie de gastrópode do gênero Conus, pertencente a família Conidae.